# Chamaeza ruficauda
El tovacá colirrufo o tovaca colorada (en Argentina) (Chamaeza ruficauda), es una especie de ave paseriforme perteneciente al género Chamaeza de la familia Formicariidae. Es nativa del centro este de América del Sur.

## Distribución
Es endémica de la mata atlántica en el sudeste de Brasil, desde Minas Gerais y Espírito Santo hacia el sur hasta el norte de Río Grande do Sul, y el extremo noreste de Argentina (solo en la Provincia de Misiones). El chululú de Such y la tovaca común están presentes en la misma región, pero estos principalmente se encuentran en altitudes más bajas que la tovaca colorada.
Es razonablemente común, en el suelo o a baja altura, en bosques serranos y de araucaria, entre los 1200 y los 2200 m de altitud.

## Sistemática

### Descripción original
La especie C. ruficauda fue descrita por primera vez por los ornitólogos alemanes Jean Cabanis y Ferdinand Heine, Sr. en 1860 bajo el nombre científico Chamæzosa ruficauda; localidad tipo «sin localidad = Río de Janeiro, sureste de Brasil.».

### Taxonomía
Por mucho tiempo fue confundida con Chamaeza meruloides, pero sus cantos son notablemente diferentes. Anteriormente fue tratada como conespecífica con Chamaeza turdina, pero exhiben diferencias vocales y de plumaje y están ampliamente separadas geográficamente. Es monotípica.